# Autant d'amoureux que d'étoiles
 "Autant d'amoureux que d'étoiles", Canção da França no Festival Eurovisão da Canção 1984.
"Autant d'amoureux que d'étoiles" (em português: "Tantos apaixonados como estrelas") foi a canção francesa no Festival Eurovisão da Canção 1984, interpretada em francês por Annick Thoumazeau
O referido tema tinha letra de Charles Level, música de Vladimir Kosma e foi orquestrada pelo maestro François Rauber.
A canção francesa foi a terceira a ser interpretada na noite do evento, depois da canção luxemburguesa
"100% d'amour" interpretada por Sophie Carle e antes da canção espanhola Lady, Lady" interpretada pela banda espanhola Bravo. Depois de concluída a votação, a canção francesa recebeu um total de 61 pontos, classificando-se em 8.º lugar, entre 19 países.
A canção é uma balada dramática, com Thoumezeau prometendo a sua devoção não terminada ao seu amado e salientando que eles afinal não são os únicos amantes no mundo, eles são mais "uns amantes como as estrelas no céu".